# Occlusion de l'artère centrale de la rétine
 Mise en garde médicale
L'occlusion de l'artère centrale de la rétine est une maladie sévère de la rétine liée à une interruption brutale du débit sanguin aboutissant à des dégâts cellulaires irréversibles.

## Physiopathologie
La vascularisation de la rétine est assurée par un double réseau artériel :
- Le réseau choroïdien, profond, qui vascularise les photorécepteurs (cônes et bâtonnets), ainsi que l'épithélium pigmentaire. Ce réseau vasculaire est issu des artères ciliaires postérieures, elles-mêmes nées de l'artère ophtalmique.
- Le réseau rétinien superficiel, qui vascularise les fibres nerveuses, les cellules ganglionnaires, et les cellules bipolaires.

Il existe par ailleurs, chez environ 50 % des individus (et dans un tiers des yeux), une artère supplémentaire : l'artère cilio-rétinienne, qui vascularise une région temporo-papillaire plus ou moins étendue, et parfois même la macula (dans environ un cas sur deux).
L'occlusion de l'artère centrale de la rétine (par embolie ou thrombose) entraîne une interruption brutale du flux sanguin, donc une ischémie rétinienne qui aboutit en moins de 4 h à des lésions rétiniennes irréversibles aboutissant souvent à une baisse d'acuité visuelle profonde et définitive : c'est un infarctus de la rétine, et comme dans le cœur, le réseau artériel rétinien est terminal.
L'occlusion peut concerner l'artère elle-même ou une branche de cette dernière.

## Épidémiologie
Il s'agit d'une atteinte rare (beaucoup plus rare que l'occlusion de la veine centrale de la rétine), concernant essentiellement l'homme âgé. Dans un tiers des cas, l'occlusion concerne une branche de l'artère centrale de la rétine.

## Causes
l'embolie reste la première cause, qu'elle soir cardiaque ou vasculaire : fibrillation auriculaire, valvulopathie calcifiée, myxome de l'oreillette, etc.
L'athérome en particulier carotidien qui, lorsque les plaques se fissurent, s'ulcèrent, ou se fragmentent, est responsable d'embolies de cholestérol ou d'embolies calcaires. L'athérome peut intéresser également directement les artères rétiniennes.
Plus rarement, des troubles de la coagulation, avec formation de caillots, peuvent en être responsable.
Elle peut être due aussi à une vascularite : ces maladies systémiques, responsables d'anomalies des parois artérielles, peuvent donner des thromboses : maladie de Horton, Lupus, maladie de Takayashu, syndrome de Churg-Strauss, Maladie de Wegener, etc.
Elle peut être secondaire à des injections faciales, à visée esthétique. 

## Diagnostic
Lors d'une OACR, les patients se plaignent d'une baisse d'acuité visuelle unilatérale, brutale, parfois précédée d'épisodes d'amaurose fugace. L'œil est blanc et indolore. L'examen du fond de l'œil permet de voir un "cherry red spot" après quelques heures, c'est-à-dire un point rouge au fond de l'œil au niveau de la fovéa. Ces symptômes peuvent être prolongées, ou transitoires, suivant la rapidité d'une reperfusion artérielle. 
À l'examen, la mesure de l'acuité visuelle la retrouve effondrée, souvent limitée à une simple perception lumineuse.
Le réflexe photomoteur direct est aboli, la pupille est en mydriase. Le réflexe photomoteur consensuel est conservé.
En cas de présence d'une artère cilio-rétinienne, pouvant suppléer partiellement l'obstruction de l'artère centrale, il peut exister simplement un défect du champ visuel, avec une acuité visuelle relativement conservée. 
En cas d'occlusion d'une branche de l'artère centrale, le déficit visuel est plus limité.

## Examens complémentaires
Au fond d'œil, on observe initialement des opacités du pôle postérieure de la rétine, un disque optique pâle et parfois œdématié, des artères rétiniennes grêles. L'embol est rarement visualisé. De manière plus tardive, le nerf optique parait atrophié et la macula change de couleur. Une collatéralité par les artères cilio-rétiniennes peut être mise en évidence.
L'angiographie à la fluorescéine n'est pas indispensable en urgence, et ne doit pas retarder le traitement. Elle montre un retard très important de la diffusion du colorant dans le réseau artériel rétinien.
Une maladie de Horton,  nécessitant une prise en charge spécifique, doit être systématiquement recherchée chez le patient âgé (recherche d'un syndrome inflammatoire biologique).

## Évolution
Le pronostic fonctionnel de l'OACR est très mauvais, et on n'observe qu'exceptionnellement une récupération de l'acuité visuelle. Elle témoigne en plus bien souvent d'une maladie cardio-vasculaire sous-jacente qui explique l'occlusion artérielle. On devra donc réaliser un bilan complet des facteurs de risque cardio-vasculaire, un bilan cardiaque, un bilan vasculaire, et éventuellement un bilan systémique. L'absence de toute artère cilio-rétinienne est de mauvais pronostic fonctionnel.
L'évolution peut se faire vers la formation de néo-vaisseaux vers le deuxième mois et dans un cas sur 5, avec un risque de saignement ou d'un glaucome néo-vasculaire, pouvant se compliquer d'une hémorragie du vitré. Il peut également évoluer vers un glaucome néovasculaire.

## Traitement
Le traitement des occlusions de l'artère centrale de la rétine reste très décevant, en particulier lorsqu'il n'est pas entrepris très précocement. On peut tout de même tâcher de limiter l'aggravation de la maladie par certaines mesures :
- massage des globes oculaires[10], en espérant mobiliser un embole ;
- position de Trendelenburg, afin d'augmenter la pression artérielle rétinienne ;
- ponction de la chambre antérieure à l'aiguille, qui peut elle aussi permettre, en diminuant la pression intra-oculaire, d'augmenter la pression artérielle. Cette technique est cependant d'efficacité modeste[11].

L'efficacité de ces différentes méthodes reste, toutefois, mal évaluée.
La fibrinolyse intraveineuse, réalisée moins de 6 heures après l'apparition des premiers signes chez un aptient ne comportant pas de contre-insications constitue le meilleur traitement. Elle peut être réalisée aussi in-situ après montée d'un cathéter dans l'artère ophtalmique, où l'on injecte une drogue capable de détruire un caillot sanguin.